# Alen
Alen je moško osebno ime.

## Izvor in pomen imena
Ime Alen oziroma njegova različica Alan izhaja iz latinskega imena Alanus, ki ga nekateri razlagajo kot »pripadnik nomadskega ljudstva Alani«. Drugi razlagajo, da je ime francoskega izvora, vendar pa izvor ni povsem pojasnjen. Tretji menijo, da bi bil lahko  keltsko ime nejasnega pomena pri čemer naj bi pomenil harmonijo, skladnost. Nekateri pa menijo, da gre za skrajšano obliko imena Aladin.

## Različici imena
Alan, Alain

## Pogostost imena
Po podatkih Statističnega urada Republike Slovenije je bilo na dan 31. decembra 2007 v Sloveniji število moških oseb z imenom Alen: 3.498. Med vsemi moškimi imeni pa je ime Alen po pogostosti uporabe uvrščeno na 73. mesto.

## Osebni praznik
Alan je ime več svetnikov. Najbolj znan je Alan iz Lilla, ki je bil cistercijancki redovnik in modroslovec, † 30. januarja 1202.